# Keoki
DJ Keoki (echte naam Keoki Franconi, 22 oktober 1966) is een trance-dj uit El Salvador.
Keoki groeide op in New York en was een van de beruchte "club kids" die eind jaren tachtig, begin jaren negentig de uitgaanswereld van de stad op stelten zetten met hun extravagante kleding en gedrag. Zijn vriend Michael Alig werd in 1996 veroordeeld voor de moord op drugsdealer Angel Melendez. De gebeurtenissen werden beschreven in het boek Disco Bloodbath van "club kid" James St. James, later verfilmd als Party Monster (2003) met Wilmer Valderrama als Keoki.

## Discografie
- The Great Soundclash Swindle (2004)
- Kill the DJ (2003)
- Keokiclash (2002)
- Jealousy (2001)
- djmixed.com/keoki (2000)
- Inevitable Alien Nation (1998)
- Ego Trip (1997)
- Disco Death Race 2000 (1996)
- The Transatlantic Move (1996)
- All Mixed Up (1995)
- We Are One (1995)
- Journeys By DJ (1994)